# بول ت. جونسون
بول ت. جونسون (بالإنجليزية: Paul T. Johnson)‏ (ولد في 26 أبريل 1958 في غادسدن، ألاباما، الولايات المتحدة) قائد عام في سلاح الجو الأمريكي. كان قائد الجناح المقاتل 355 والجناح الجوي 451 وشارك في عملية عاصفة الصحراء وعملية المراقبة الشمالية وعملية الحرية الدائمة. تم تعيينه ملازم ثاني في مايو 1985. حصل على صليب الطيران الفخري لإنقاذ الطيار البحري المحاصر الملازم ديفون جونز.